# Carlos Dengler
Carlos Dengler, noto come Carlos D. (New York, 23 aprile 1974), è un musicista statunitense, meglio conosciuto come ex bassista dell'indie rock band Interpol.

## Biografia
Nasce nel Queens, da madre colombiana e padre tedesco. Mentre frequentava l'università di New York, nel 1998, viene avvicinato dal chitarrista dei Las Armas and The French Letters, Daniel Kessler. Dengler accetta di suonare con Kessler e di prendere un posto nel gruppo come bassista, pur essendo chitarrista.
Oltre che il basso, Dengler è solito suonare la tastiera, in studio. Durante il tour di Turn on the Bright Lights si occupa di entrambi gli strumenti anche dal vivo.
Nel maggio dei 2010, gli Interpol annunciano l'abbandono di Dengler. Non è mai stato annunciato un sostituto in pianta stabile e diversi musicisti si sono alternati al suo posto, nel tour del 2010.
Tra le sue influenze principali, Peter Hook, dei Joy Division. Altri musicisti influenti, nello stile di Dengler, sono Simon Gallup dei Cure e John Taylor, dei Duran Duran.
Da solista, ha remixato diversi brani b-side: Public Pervert, insieme con Sam Fogarino; per conto di Beta, Night on fire; Nine Inch Nails, Every Day is Exactly the Same.
La sua attività come DJ è stata abbastanza intensa, ma Carlos ha sospeso anche quella. Ha scritto e prodotto Golgotha e My Friends Told Me About You, in quest'ultimo è stato anche protagonista.

## Strumenti
Dengler era solito suonare un Fender Jazz Bass Standard nero (usato in Turn on the Bright Lights, Antics, Our Love to Admire). Lo stesso basso ha subito due modifiche sostanziali, dal periodo Antics: sono state rimosse la manopole e il battipenna bianco è stato sostituito da uno nero. Non utilizza pedali.